# Caherelly
Caherelly (irisch Cathair Ailí, was so viel wie 'Festung am felsigen Ort' bedeutet), ist eine Civil Parish im Osten des irischen County Limerick etwa 15 km südöstlich von Limerick City. Die Gemeinde liegt am Fluss Comogue, von dem sie im Süden begrenzt wird; die Postkutschenstraße von Limerick nach Cork verläuft nur eine Viertelmeile von ihrem westlichen Ende entfernt und sie wird von Norden nach Süden von der Straße von Limerick nach Hospital durchquert. Der Ort wurde etwa im 6. Jahrhundert gegründet, denn seine Kirche soll von St. Ailbe, dem Bischof von Emly, in der Zeit von St. Patrick gegründet worden sein.
Die Caherelly National School, auch bekannt als Scoil Ailbhe, ist die örtliche Grundschule.[2] Der in dem Ortsteil Ballybricken beheimatete Ballybricken/Bohermore GAA Club der Gaelic Athletic Association nimmt an den Meisterschaften der A- und B-Junioren im Hurling teil.